# Amethu (tể tướng)
Amethu tên là Ahmose là một vị tể tướng của Ai Cập cổ đại. Ông đã phụng sự dưới triều đại của Thutmose II và trong những năm đầu dưới triều đại của Hatshepsut và Thutmose III thuộc vương triều thứ 18.

## Gia đình
Người vợ của ông tên là Ta-Amethu. Những người con của họ bao gồm tể tướng Useramen và Neferweben. Hai người con trai khác của ông được biết đến từ ngôi mộ TT122 ở Thebes đó là: Amenhotep, một Quan giám sát nhà kho của Amun, và Akheperkare, một nhà tiên tri của Monthu.
Amethu tên là Ahmose và người vợ của ông Ta-Amethu còn có một vài người cháu nội. Nhà tiên tri thứ hai của Amun sau này, Merymaat, vốn là một người con trai của Amenhotep. Tể tướng Rekhmire là một người con trai của Neferweben.

## Ngôi mộ và an táng
Amethu tên là Ahmose đã được chôn cất trong ngôi mộ TT83 ở Sheikh Abd el-Qurna, Thebes.